# Дубна (станция)
Дубна́ — тупиковая железнодорожная станция Савёловского направления Московской железной дороги в одноимённом городе Московской области, конечная на однопутном ответвлении Вербилки — Дубна. Входит в Московско-Смоленский центр организации работы железнодорожных станций ДЦС-3 Московской дирекции управления движением. По основному характеру работы является промежуточной, по объёму работы отнесена к 4 классу.
Расстояние от Москвы — 132 км. Железнодорожный вокзал города. Вторая станция города наряду с Большой Волгой.
Реставрация станции закончилась в 2002 г. Новый вокзал был построен за 5 месяцев. Его стоимость для города составила 30 млн, а для МЖД — 7,4 млн рублей. В подарок городу от МЖД был преподнесен фирменный электропоезд повышенной комфортности (экспресс) ЭД4МК-0076 «Наукоград Дубна», курсировавший по маршруту Дубна — Москва.
Необходимость в вокзальном комплексе для жителей города возникла давно. Пассажиропоток составлял 900 человек в день. До реконструкции на станции Дубна была платформа с обычным павильоном и пригородной кассой, типичными для всех остановочных пунктов московского узла в 1970-80-е годы. Билетные кассы дальнего следования, включая экспресс «Дубна — Москва», находились в 100 метрах от платформы в небольшом одноэтажном неспециализированном здании (ул. Вавилова, 9б).
Площадь современного здания составляет 594 м². В его архитектуре использованы витражи из тонированного стекла и металлические панели. В дизайне интерьера — акриловая штукатурка и навесные потолки.
На первом этаже располагаются три билетные кассы и технологические помещения. На втором этаже раньше
располагались зал ожиданий на 250 пассажиров, две кассы предварительной продажи билетов, буфет, а сейчас он закрыт.

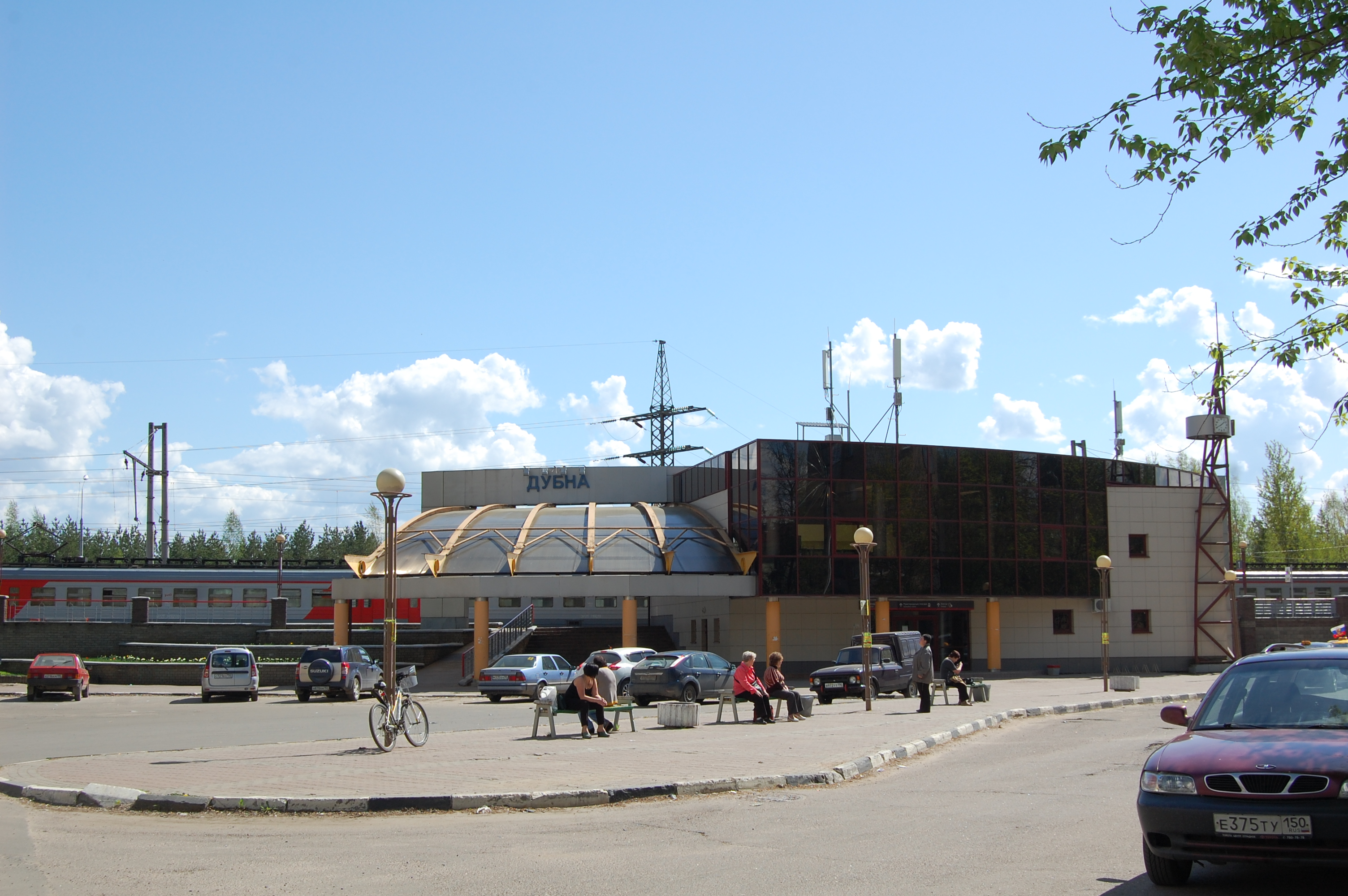
Вокзал «Дубна» и привокзальная площадь.

В городе периодически обсуждается вопрос о возможности закрытия станции и вокзала Дубна и сохранении в городе только одного вокзала — Большая Волга. Среди причин — проходящие через город железнодорожные пути, создающие, в частности, проблемы для автомобильного транспорта. С 10 мая 2017 года перегон Большая Волга — Дубна для работы пригородных электропоездов был закрыт (официально — на период реконструкции автомобильной развязки); все поезда сокращены до станции Большая Волга. 9 октября 2017 года движение поездов частично восстановлено: только с 19:20 до 7:00. В начале ноября 2017 года появились сообщения и соответствующим образом изменились планы в расписаниях, что с 24 ноября движение поездов до Дубны будет восстановлено и в дневной период; но позже полное восстановление было отменено. По неофициальным данным, для агитации за отмену постановления проводился сбор подписей администрацией Дубны и Минтрансом Московской области, в том числе и с угрозами лишения бюджетников социальных выплат. С 1 января 2019 года движение электропоездов до станции Дубна восстановлено в прежнем объёме.